# Фалкон Хајтс (Минесота)
Фалкон Хајтс (енгл. Falcon Heights) град је у америчкој савезној држави Минесота.

## Демографија
По попису из 2010. године број становника је 5.321, што је 251 (-4,5%) становника мање него 2000. године.
| Група             | 2000.         | 2010.         |
| Белци             | 4.223 (75,8%) | 3.806 (71,5%) |
| Афроамериканци    | 187 (3,4%)    | 424 (8,0%)    |
| Азијати           | 833 (14,9%)   | 799 (15,0%)   |
| Хиспаноамериканци | 172 (3,1%)    | 157 (3,0%)    |
| Укупно            | 5.572         | 5.321         |